# Muconda
Muconda ist eine Kleinstadt in Angola. Bis 1975 trug der Ort den portugiesischen Ortsnamen Nova Chaves.

## Geschichte
Am 13. Januar 1968 wurde der Kreis unter Portugiesischer Kolonialverwaltung geschaffen. Bento Roma, der Gouverneur des damaligen Distriktes Lunda, nannte den Ort Nova Chaves (Neu-Chaves), nach seinem portugiesischen Heimatort Chaves.
Nach der Unabhängigkeit Angolas 1975 erhielt der Ort seinen heutigen Namen.

## Verwaltung
Muconda ist Sitz eines gleichnamigen Landkreises (Município) in der Provinz Lunda Sul. Der Kreis hat etwa 35.000 Einwohner (Schätzung 2013) auf einer Fläche von 26.966 km². Die Volkszählung 2014 soll fortan für gesicherte Bevölkerungsdaten sorgen.
Der Kreis Muconda setzt sich aus vier Gemeinden (Comunas) zusammen:
- Cassai Sul
- Chiluage
- Muconda
- Murieje (auch Muriege)